# Toijala

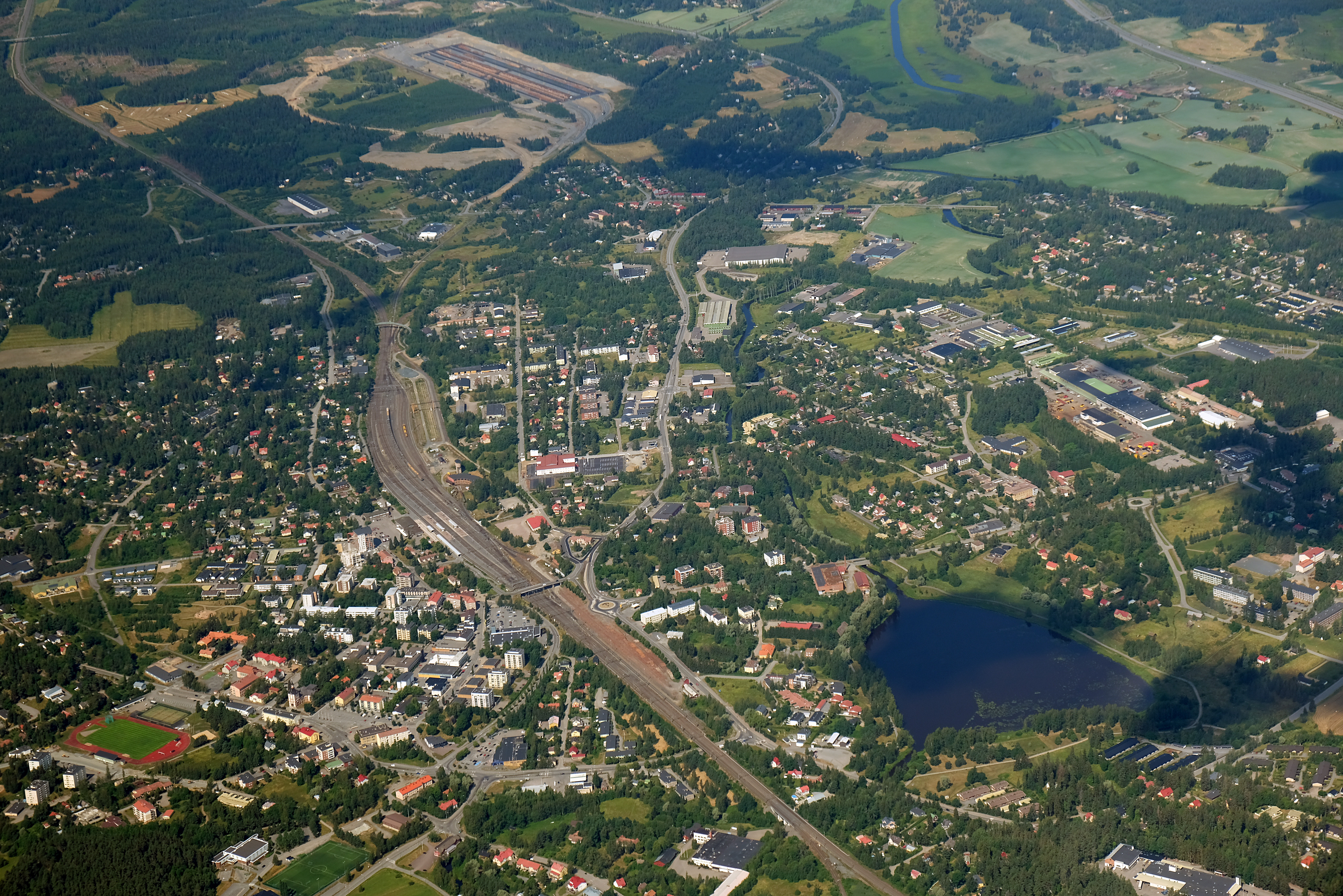
Toijala

Từ ngày 1 tháng 1 năm 2007 Toijala thuộc thị xã Akaa (trước đây đơn vị này là một đô thị độc lập), cự ly khoảng 40 km về phía nam của Tampere. Đây là một khu vực giao lộ đường ray, nơi các tuyến đường ray giữa Helsinki-Tampere và Turku-Tampere cắt nhau.
Toijala tọa lạc tại tỉnh Tây Phần Lan trong vùng Pirkanmaa. Đô thị này có dân số 8.305 người (cuối tháng 4 năm 2004) với diện tích là 58,60 km² trong đó có 7,72 km² là diện tích mặt nước. Mật độ dân số là 163,2 người trên mỗi km². Đô thị này chỉ sử dụng tiếng Phần Lan.

## Nhân vật nổi tiếng quê Toijala
- Harri Holkeri
- Aki Kaurismäki
- Mika Kaurismäki
- Aki Sirkesalo
- Arvo Ylppö
- Pertti Hemanus